# Чернишов Микола Григорович
Микола Григорович Чернишов (рос. Николай Григорьевич Чернышёв, 1904—1946) — генерал-майор Радянської армії, учасник німецько-радянської війни.

## Біографія
Микола Чернишов народився у 1904 році в селищі Шатрово (нині — в межах міста Фурманова Івановської області). У 1926—1928 роках проходив службу в робітничо-селянській Червоній армії. У 1941 році Чернишов повторно був призваний на службу в армію Курським міським військовим комісаріатом і направлений у діючу армію.

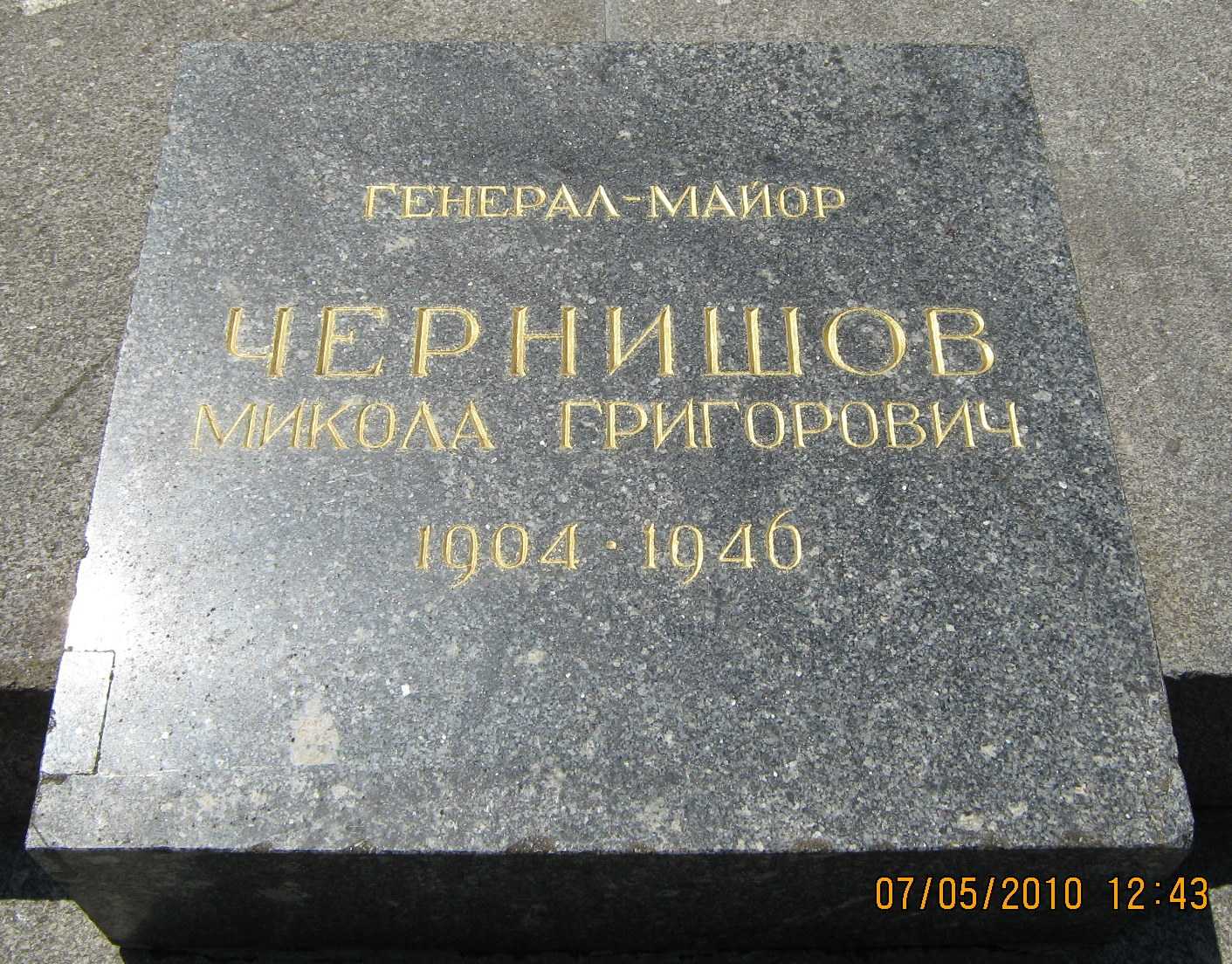
Могила Чернишова на Меморіалі Вічної Слави в Києві

Під час Другої світової війни, з квітня 1942 року, Чернишов обіймав посаду члена Військової Ради 13-ї армії, курував тил армії, організовував безперебійне постачання з'єднань боєприпасами, продовольством, пальним, фуражем, здійснював евакуацію поранених.
У 1946 році раптово помер, похований на Меморіалі Вічної Слави в Києві.
Був нагороджений орденами Леніна, Червоного Прапора, Кутузова 2-го ступеня, Богдана Хмельницького 2-го ступеня, Вітчизняної війни 1-го ступеня і Червоної Зірки, а також низкою медалей.
На честь Миколи Чернишова названа вулиця в місті Фурманове Івановської області. До 8 липня 2022 року існувала на його честь і вулиця в українському місті Рівне, яка була перейменована на честь українського військовослужбовця, полеглого у бою з російськими окупантами Олена Дудея.